# Neferquerés I
Neferquerés I (Neferkare I) (também conhecido como Neferka e, alternativamente, Aaka) foi um possível rei (Faraó que possivelmente governou o Antigo Egito durante a II dinastia egípcia. O período exato do seu reinado é desconhecido uma vez que o cânone de Turim não tem os anos de regência e o antigo historiador grego Manetão sugere que o reinado de Neferquerés durou 25 anos. Egiptólogos avaliam sua afirmação como má interpretação ou exagero.

## Nome
O nome "Neferquerés I" (que significa "o Cá de Rá é belo") aparece apenas na lista real de Abidos. O cânone real de Turim lista o nome de um rei que é contestado por sua leitura incerta. Egiptólogos como Alan H. Gardiner leem "Aaka", enquanto que outros egiptólogos, como Jürgen von Beckerath, leem "Neferka". Ambas listas reais descrevem Neferquerés I como o sucessor imediato do rei Senedj e como o antecessor do rei Nefercasocar.

## Identidade
Não há fonte do nome contemporâneo para este rei e nenhum nome de Hórus pode ser conectado a Neferquerés I até hoje. Em contraste, os egiptólogos como Kim Ryholt acreditam que Neferquerés/Nefercaré era idêntico com um pouco atestado rei chamado Senefercá, que também acredita-se ser um nome usado pelo rei Qa'a (último governante da primeira dinastia) por um tempo curto. Ryholt acredita que os escribas raméssidas erroneamente acrescentaram o símbolo do sol para o nome "(S)neferka", ignorando o fato de que o próprio sol não era objeto de adoração divina ainda durante a 2ª dinastia. Para uma comparação, ele aponta para cartela de nome como Neferquerés II da lista real de Abidos e Nebkara I na tabela de Sacará.
O historiador grego Manetão chamou Neferkare I "Népherchêres" e informou que, durante este reinado "o Nilo estava fluindo com mel por 11 dias". Egiptólogos pensam que esta colocação foi feita para mostrar que o reino estava florescendo sob o rei Nephercheres.

## Reinado
Egiptólogos como Wolfgang Helck, Nicolas Grimal, Alexandre Hermann Schlögl e Francesco Tiradritti acreditam que o rei Binótris, o terceiro governante da 2ª Dinastia e antecessor de Peribessene, deixou um reino que estava sofrendo de uma administração pública excessivamente complexa e que Binótris decidiu dividir o Egito para deixá-lo para seus dois filhos (ou, pelo menos, dois sucessores escolhidos) que governaria dois reinos separados, na esperança de que os dois governantes poderiam administrar melhor os estados. Em contraste, os egiptólogos como Barbara Bell acreditam que uma catástrofe econômica como uma fome ou uma seca duradoura atingiu o Egito. Portanto, para melhor resolver o problema da alimentação da população egípcia, Binótris dividiu o reino em dois e seus sucessores fundaram dois reinos independentes, até que a fome chegasse ao fim. Bell cita as inscrições da Pedra de Palermo, onde, em sua opinião, os registros das inundações anuais do Nilo mostram níveis baixos constantemente durante este período. A teoria de Bell é refutada hoje pelos egiptólogos como Stephan Seidlmayer, que corrigiu os cálculos de Bell. Seidlmayer mostrou que as inundações anuais do Nilo estavam em níveis usuais no reinado de Binótris até o período do Império Antigo. Bell tinha esquecido que as inscrições sobre a altura das cheias do Nilo na pedra Palermo só leva em conta as medidas dos nilômetros em Mênfis, mas não em outros lugares ao longo do rio. Qualquer seca duradoura pode, portanto, ser excluída.
É uma teoria comumente aceita, de que Neferquerés I teve que compartilhar o trono com outro governante. Não é apenas claro, no entanto, com quem. Listas reais posteriores, como a lista de Sacará e o cânone de Turim listam os reis Nefercasocar e Hudjefa I como sucessores imediatos. A lista de Abidos pula todos esses três governantes e nomeia um rei Djadjai (idêntico ao rei Quenerés). Se o Egito já estava dividido quando Neferquerés I assumiu o trono, os reis como Sequemibe e Peribessene teriam governado o Alto Egito, enquanto Neferquerés I e seus sucessores governaram o Baixo Egito. A divisão do Egito terminou com Quenerés.

## Ligação externa
- Francesco Raffaele: Nwbnefer, Neferkara and Neferkaseker

| Precedido por: Setenés | Faraó do Egito | Sucedido por: Nefercasocar |